# Inajá (Paraná)
Inajá é um município brasileiro do estado do Paraná. Sua população estimada em 2016 era de 3.128 habitantes. Possui uma área de 194,89 km² e esta a 408 metros de altitude em relação ao nível do mar.